# Danh sách số nguyên tố Mersenne và số hoàn hảo

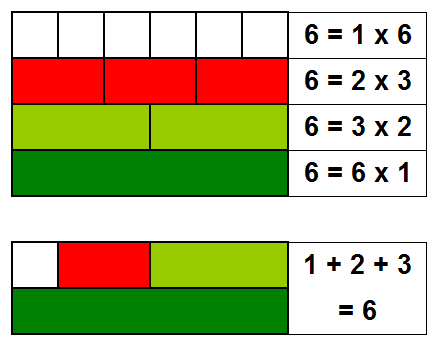
Cách hình dung số 6 là số hoàn hảo

Đồ thị lôgarit của số chữ số của số nguyên tố lớn nhất đã biết theo năm phát hiện, gần như tất cả đều là số nguyên tố Mersenne

Số nguyên tố Mersenne và số hoàn hảo là hai loại số tự nhiên có quan hệ chặt chẽ với nhau trong lý thuyết số. Số nguyên tố Mersenne đặt theo tên nhà toán học Marin Mersenne là các số nguyên tố có thể biểu thị dưới dạng 2p − 1 với p là số nguyên dương. Ví dụ, 3 là số nguyên tố Mersenne vì nó là số nguyên tố và có thể biểu diễn được dưới dạng 22 − 1. Bản thân các số p tương ứng với số nguyên tố Mersenne phải là số nguyên tố, nhưng ngược lại không phải mọi số nguyên tố p đều dẫn đến số nguyên tố Mersenne — ví dụ: 211 − 1 = 2047 = 23 × 89. Còn số hoàn hảo là số tự nhiên bằng tổng các ước số dương của chính nó, không bao gồm ước số là chính số đó. Theo đó, 6 là số hoàn hảo vì có các ước số (không bao gồm 6) là 1, 2, 3 và 1 + 2 + 3 = 6.
Tồn tại song ánh giữa các số nguyên tố Mersenne và số hoàn hảo chẵn được phát biểu trong Định lý Euclid–Euler, do Euclid chứng minh một phần và Leonhard Euler hoàn thiện: các số chẵn là hoàn hảo khi và chỉ khi biểu diễn được dưới dạng 2p − 1 × (2p − 1), trong đó 2p − 1 là số nguyên tố Mersenne. Nói cách khác, những số nào biểu diễn được dưới dạng đó thì là số hoàn hảo, và tất cả các số hoàn hảo chẵn đều có dạng đó. Ví dụ, khi p = 2, 22 − 1 = 3 là số nguyên tố và 22 − 1 × (22 − 1) = 2 × 3 = 6 là số hoàn hảo.
Một bài toán mở hiện chưa có câu trả lời là số nguyên tố Mersenne và số hoàn hảo chẵn có phải tập vô hạn không. Tần suất phân bố số nguyên tố Mersenne được đề cập qua phỏng đoán Lenstra – Pomerance – Wagstaff phát biểu rằng số lượng số nguyên tố Mersenne nhỏ hơn x cho trước là (eγ / log 2) × log log x, trong đó e là số Euler, γ là hằng số Euler còn log là logarit tự nhiên. Việc có tồn tại số hoàn hảo lẻ nào không hiện cũng chưa rõ; cũng như các điều kiện khác nhau về việc có thể tồn tại những số này, chẳng hạn như nếu có thì giới hạn dưới của chúng là 101500.
Danh sách dưới đây liệt kê tất cả các số nguyên tố Mersenne và số hoàn hảo hiện đã biết theo số mũ p tương ứng. Tính đến tháng 1/2025, đã khám phá được 52 số nguyên tố Mersenne (tương ứng với 52 số hoàn hảo), 18 số lớn nhất trong đó được phát hiện nhờ dự án máy tính phân tán Great Internet Mersenne Prime Search (Tìm kiếm số nguyên tố Mersenne khổng lồ trên Internet) viết tắt là GIMPS. Các số nguyên tố Mersenne mới được tìm thấy bằng Kiểm tra Lucas-Lehmer (Lucas-Lehmer test - LLT), một kiểm tra tính nguyên tố dành cho số nguyên tố Mersenne theo cách hiệu quả đối với máy tính nhị phân.
Các chỉ số xếp theo thứ tự tăng dần. Theo GIMPS, tất cả các khả năng nhỏ hơn số mũ thích hợp thứ 49 là p = 74.207.281 đều đã được kiểm tra và xác minh tính đến thời điểm tháng 6 năm 2025. Năm và người phát hiện được tính theo thời điểm cho số nguyên tố Mersenne, vì số hoàn hảo được tính theo hệ quả định lý Euclid-Euler. "GIMPS / tên" được dùng để chỉ những số nguyên tố được phát hiện bởi GIMPS và cá nhân đã phát hiện ra số nguyên tố đó. Các số về sau quá dài không viết hết được trong khuôn khổ nên chỉ hiển thị 6 chữ số đầu và 6 chữ số cuối.

## Danh sách
| STT | p           | Số nguyên tố Mersenne           | Độ dài chữ số số nguyên tố Mersenne | Số hoàn hảo                     | Độ dài chữ số của số hoàn hảo   | Thời điểm phát hiện             | Người phát hiện                             | Phương pháp                                                                | Tham khảo                       |
| --- | ----------- | ------------------------------- | ----------------------------------- | ------------------------------- | ------------------------------- | ------------------------------- | ------------------------------------------- | -------------------------------------------------------------------------- | ------------------------------- |
| 1   | 2           | 3                               | 1                                   | 6                               | 1                               | Thời cổ đại                     | Ghi nhận cho các nhà toán học Hy Lạp cổ đại | Không ghi lại                                                              | [ 12 ] [ 13 ] [ 14 ]            |
| 2   | 3           | 7                               | 1                                   | 28                              | 2                               | Thời cổ đại                     | Ghi nhận cho các nhà toán học Hy Lạp cổ đại | Không ghi lại                                                              | [ 12 ] [ 13 ] [ 14 ]            |
| 3   | 5           | 31                              | 2                                   | 496                             | 3                               | Thời cổ đại                     | Ghi nhận cho các nhà toán học Hy Lạp cổ đại | Không ghi lại                                                              | [ 12 ] [ 13 ] [ 14 ]            |
| 4   | 7           | 127                             | 3                                   | 8128                            | 4                               | Thời cổ đại                     | Ghi nhận cho các nhà toán học Hy Lạp cổ đại | Không ghi lại                                                              | [ 12 ] [ 13 ] [ 14 ]            |
| 5   | 13          | 8191                            | 4                                   | 33550336                        | 8                               | khoảng 1456                     | Khuyết danh                                 | Chia thử                                                                   | [ 13 ] [ 14 ]                   |
| 6   | 17          | 131071                          | 6                                   | 8589869056                      | 10                              | 1588                            | Pietro Cataldi                              | Chia thử                                                                   | [ 2 ] [ 17 ]                    |
| 7   | 19          | 524287                          | 6                                   | 137438691328                    | 12                              | 1588                            | Pietro Cataldi                              | Chia thử                                                                   | [ 2 ] [ 18 ]                    |
| 8   | 31          | 2147483647                      | 10                                  | 230584...952128                 | 19                              | 1772                            | Leonhard Euler                              | Chia thử bằng giới hạn module                                              | [ 19 ] [ 20 ]                   |
| 9   | 61          | 230584...693951                 | 19                                  | 265845...842176                 | 37                              | tháng 11 năm 1883               | Ivan M. Pervushin                           | Dãy Lucas                                                                  | [ 21 ]                          |
| 10  | 89          | 618970...562111                 | 27                                  | 191561...169216                 | 54                              | tháng 6 năm 1911                | Ralph Ernest Powers                         | Dãy Lucas                                                                  | [ 22 ]                          |
| 11  | 107         | 162259...288127                 | 33                                  | 131640...728128                 | 65                              | 1 tháng 6 năm 1914              | Ralph Ernest Powers                         | Dãy Lucas                                                                  | [ 23 ]                          |
| 12  | 127         | 170141...105727                 | 39                                  | 144740...152128                 | 77                              | 10 tháng 1 năm 1876             | Édouard Lucas                               | Dãy Lucas                                                                  | [ 24 ]                          |
| 13  | 521         | 686479...057151                 | 157                                 | 235627...646976                 | 314                             | 30 tháng 1 năm 1952             | Raphael M. Robinson                         | LLT trên SWAC                                                              | [ 25 ]                          |
| 14  | 607         | 531137...728127                 | 183                                 | 141053...328128                 | 366                             | 30 tháng 1 năm 1952             | Raphael M. Robinson                         | LLT trên SWAC                                                              | [ 25 ]                          |
| 15  | 1.279       | 104079...729087                 | 386                                 | 541625...291328                 | 770                             | 25 tháng 6 năm 1952             | Raphael M. Robinson                         | LLT trên SWAC                                                              | [ 26 ]                          |
| 16  | 2.203       | 147597...771007                 | 664                                 | 108925...782528                 | 1.327                           | 7 tháng 10 năm 1952             | Raphael M. Robinson                         | LLT trên SWAC                                                              | [ 27 ]                          |
| 17  | 2.281       | 446087...836351                 | 687                                 | 994970...915776                 | 1.373                           | 9 tháng 10 năm 1952             | Raphael M. Robinson                         | LLT trên SWAC                                                              | [ 27 ]                          |
| 18  | 3.217       | 259117...315071                 | 969                                 | 335708...525056                 | 1.937                           | 8 tháng 9 năm 1957              | Hans Riesel                                 | LLT trên BESK                                                              | [ 28 ]                          |
| 19  | 4.253       | 190797...484991                 | 1.281                               | 182017...377536                 | 2,561                           | 3 tháng 11 năm 1961             | Alexander Hurwitz                           | LLT trên IBM 7090                                                          | [ 29 ]                          |
| 20  | 4.423       | 285542...580607                 | 1.332                               | 407672...534528                 | 2.663                           | 3 tháng 11 năm 1961             | Alexander Hurwitz                           | LLT trên IBM 7090                                                          | [ 29 ]                          |
| 21  | 9.689       | 478220...754111                 | 2.917                               | 114347...577216                 | 5.834                           | 11 tháng 5 năm 1963             | Donald B. Gillies                           | LLT trên ILLIAC II                                                         | [ 30 ]                          |
| 22  | 9.941       | 346088...463551                 | 2.993                               | 598885...496576                 | 5.985                           | 16 tháng 5 năm 1963             | Donald B. Gillies                           | LLT trên ILLIAC II                                                         | [ 30 ]                          |
| 23  | 11.213      | 281411...392191                 | 3.376                               | 395961...086336                 | 6.751                           | 2 tháng 6 năm 1963              | Donald B. Gillies                           | LLT trên ILLIAC II                                                         | [ 30 ]                          |
| 24  | 19.937      | 431542...041471                 | 6.002                               | 931144...942656                 | 12.003                          | 4 tháng 3 năm 1971              | Bryant Tuckerman                            | LLT trên IBM 360/91                                                        | [ 31 ]                          |
| 25  | 21.701      | 448679...882751                 | 6.533                               | 100656...605376                 | 13.066                          | 30 tháng 10 năm 1978            | Landon Curt Noll & Laura Nickel             | LLT trên CDC Cyber 174                                                     | [ 32 ]                          |
| 26  | 23.209      | 402874...264511                 | 6.987                               | 811537...666816                 | 13.973                          | 9 tháng 2 năm 1979              | Landon Curt Noll                            | LLT trên CDC Cyber 174                                                     | [ 32 ]                          |
| 27  | 44.497      | 854509...228671                 | 13.395                              | 365093...827456                 | 26.790                          | 8 tháng 4 năm 1979              | Harry L. Nelson & David Slowinski           | LLT trên Cray-1                                                            | [ 33 ] [ 34 ]                   |
| 28  | 86.243      | 536927...438207                 | 25.962                              | 144145...406528                 | 51.924                          | 25 tháng 9 năm 1982             | David Slowinski                             | LLT trên Cray-1                                                            | [ 35 ]                          |
| 29  | 110.503     | 521928...515007                 | 33,265                              | 136204...862528                 | 66.530                          | 29 tháng 1 năm 1988             | Walter Colquitt & Luke Welsh                | LLT trên NEC SX-2                                                          | [ 36 ] [ 37 ]                   |
| 30  | 132.049     | 512740...061311                 | 39.751                              | 131451...550016                 | 79.502                          | 19 tháng 9 năm 1983             | David Slowinski và cộng sự (Cray)           | LLT trên Cray X-MP                                                         | [ 38 ]                          |
| 31  | 216.091     | 746093...528447                 | 65.050                              | 278327...880128                 | 130.100                         | 1 tháng 9 năm 1985              | David Slowinski và cộng sự (Cray)           | LLT trên Cray X-MP/24                                                      | [ 39 ] [ 40 ]                   |
| 32  | 756.839     | 174135...677887                 | 227.832                             | 151616...731328                 | 455.663                         | 17 tháng 2 năm 1992             | David Slowinski và cộng sự (Cray)           | LLT trên Cray-2 của Harwell Lab                                            | [ 41 ]                          |
| 33  | 859.433     | 129498...142591                 | 258.716                             | 838488...167936                 | 517.430                         | 4 tháng 1 năm 1994              | David Slowinski và cộng sự (Cray)           | LLT trên Cray C90                                                          | [ 42 ]                          |
| 34  | 1.257.787   | 412245...366527                 | 378.632                             | 849732...704128                 | 757.263                         | 3 tháng 9 năm 1996              | David Slowinski và cộng sự (Cray)           | LLT trên Cray T94                                                          | [ 43 ] [ 44 ]                   |
| 35  | 1.398.269   | 814717...315711                 | 420.921                             | 331882...375616                 | 841.842                         | 13 tháng 11 năm 1996            | GIMPS / Joel Armengaud                      | LLT / Prime95 trên PC Pentium 90 MHz                                       | [ 45 ]                          |
| 36  | 2.976.221   | 623340...201151                 | 895.932                             | 194276...462976                 | 1.791.864                       | 24 tháng 8 năm 1997             | GIMPS / Gordon Spence                       | LLT / Prime95 trên PC Pentium 100 MHz                                      | [ 46 ]                          |
| 37  | 3.021.377   | 127411...694271                 | 909.526                             | 811686...457856                 | 1.819.050                       | 27 tháng 1 năm 1998             | GIMPS / Roland Clarkson                     | LLT / Prime95 trên PC Pentium 200 MHz                                      | [ 47 ]                          |
| 38  | 6.972.593   | 437075...193791                 | 2.098.960                           | 955176...572736                 | 4.197.919                       | 1 tháng 6 năm 1999              | GIMPS / Nayan Hajratwala                    | LLT / Prime95 trên IBM Aptiva với bộ vi xử lý Pentium II 350 MHz           | [ 48 ]                          |
| 39  | 13.466.917  | 924947...259071                 | 4.053.946                           | 427764...021056                 | 8.107.892                       | 14 tháng 11 năm 2001            | GIMPS / Michael Cameron                     | LLT / Prime95 trên PC với bộ vi xử lý Athlon T-Bird 800 MHz                | [ 49 ]                          |
| 40  | 20.996.011  | 125976...682047                 | 6.320.430                           | 793508...896128                 | 12.640.858                      | 17 tháng 11 năm 2003            | GIMPS / Michael Shafer                      | LLT / Prime95 trên PC Dell Dimension với bộ vi xử lý Pentium 4 2 GHz       | [ 50 ]                          |
| 41  | 24.036.583  | 299410...969407                 | 7.235.733                           | 448233...950528                 | 14.471.465                      | 15 tháng 5 năm 2004             | GIMPS / Josh Findley                        | LLT / Prime95 trên PC với bộ vi xử lý Pentium 4 2.4 GHz                    | [ 51 ]                          |
| 42  | 25.964.951  | 122164...077247                 | 7.816.230                           | 746209...088128                 | 15.632.458                      | 18 tháng 2 năm 2005             | GIMPS / Martin Nowak                        | LLT / Prime95 trên PC với bộ vi xử lý Pentium 4 2.4 GHz                    | [ 52 ]                          |
| 43  | 30.402.457  | 315416...943871                 | 9.152.052                           | 497437...704256                 | 18.304.103                      | 15 tháng 12 năm 2005            | GIMPS / Curtis Cooper & Steven Boone        | LLT / Prime95 trên PC tại Đại học Trung Missouri (UCM)                     | [ 53 ]                          |
| 44  | 32.582.657  | 124575...967871                 | 9.808.358                           | 775946...120256                 | 19.616.714                      | 4 tháng 9 năm 2006              | GIMPS / Curtis Cooper & Steven Boone        | LLT / Prime95 trên PC tại Đại học Trung Missouri (UCM)                     | [ 54 ]                          |
| 45  | 37.156.667  | 202254...220927                 | 11.185.272                          | 204534...480128                 | 22.370.543                      | tháng 9 năm 2008                | GIMPS / Hans-Michael Elvenich               | LLT / Prime95 trên PC                                                      | [ 55 ]                          |
| 46  | 42.643.801  | 169873...314751                 | 12.837.064                          | 144285...253376                 | 25.674.127                      | 4 tháng 6 năm 2009              | GIMPS / Odd Magnar Strindmo                 | LLT / Prime95 trên PC với bộ vi xử lý Intel Core 2 3 GHz                   | [ 56 ]                          |
| 47  | 43.112.609  | 316470...152511                 | 12.978.189                          | 500767...378816                 | 25.956.377                      | 23 tháng 8 năm 2008             | GIMPS / Edson Smith                         | LLT / Prime95 trên PC Dell OptiPlex với bộ vi xử lý Intel Core 2 Duo E6600 | [ 55 ] [ 57 ] [ 58 ]            |
| 48  | 57.885.161  | 581887...285951                 | 17.425.170                          | 169296...130176                 | 34.850.340                      | 25 tháng 1 năm 2013             | GIMPS / Curtis Cooper                       | LLT / Prime95 trên PC tại Đại học Trung Missouri                           | [ 59 ] [ 60 ]                   |
| 49  | 74.207.281  | 300376...436351                 | 22.338.618                          | 451129...315776                 | 44.677.235                      | 7 tháng 1 năm 2016              | GIMPS / Curtis Cooper                       | LLT / Prime95 trên PC với bộ vi xử lý Intel Core i7-4790                   | [ 61 ] [ 62 ] [ 63 ]            |
| ?   | 74.340.751  | Mức nhỏ nhất chưa được xác minh | Mức nhỏ nhất chưa được xác minh     | Mức nhỏ nhất chưa được xác minh | Mức nhỏ nhất chưa được xác minh | Mức nhỏ nhất chưa được xác minh | Mức nhỏ nhất chưa được xác minh             | Mức nhỏ nhất chưa được xác minh                                            | Mức nhỏ nhất chưa được xác minh |
| 50? | 77.232.917  | 467333...179071                 | 23.249.425                          | 109200...301056                 | 46.498.850                      | 26 tháng 12 năm 2017            | GIMPS / Jonathan Pace                       | LLT / Prime95 trên PC với bộ vi xử lý Intel Core i5-6600                   | [ 64 ] [ 65 ] [ 66 ]            |
| 51? | 82.589.933  | 148894...902591                 | 24.862.048                          | 110847...207936                 | 49.724.095                      | 7 tháng 12 năm 2018             | GIMPS / Patrick Laroche                     | LLT / Prime95 trên PC với bộ vi xử lý Intel Core i5-4590T                  | [ 67 ] [ 68 ]                   |
| 52? | 136.279.841 | 881694...871551                 | 41.024.320                          | 388692...008576                 | 82.048.640                      | 12 tháng 10 năm 2024            | GIMPS / Luke Durant                         | LLT / GpuOwl trên bộ vi xử lý NVIDIA H100 GPU                              | [ 69 ]                          |
| ?   | 137.990.767 | Mức nhỏ nhất chưa được kiểm tra | Mức nhỏ nhất chưa được kiểm tra     | Mức nhỏ nhất chưa được kiểm tra | Mức nhỏ nhất chưa được kiểm tra | Mức nhỏ nhất chưa được kiểm tra | Mức nhỏ nhất chưa được kiểm tra             | Mức nhỏ nhất chưa được kiểm tra                                            | Mức nhỏ nhất chưa được kiểm tra |